# Fresnay-sur-Sarthe
Fresnay-sur-Sarthe ist eine französische Gemeinde mit 2.909 Einwohnern (Stand 1. Januar 2022) im Département Sarthe in der Region Pays de la Loire. Sie gehört zum Arrondissement Mamers und zum Kanton Sillé-le-Guillaume.
Sie entstand als namensgleiche Commune nouvelle mit Wirkung vom 1. Januar 2019 durch die Zusammenlegung der früheren Gemeinden Fresnay-sur-Sarthe, Coulombiers und Saint-Germain-sur-Sarthe, die in der neuen Gemeinde den Status einer Commune déléguée haben. Der Verwaltungssitz befindet sich in Fresnay-sur-Sarthe.

## Gliederung
| Ortsteil                               | ehemaliger INSEE-Code | Fläche (km²) | Einwohnerzahl zum 1. Januar 2019 |
| -------------------------------------- | --------------------- | ------------ | -------------------------------- |
| Coulombiers                            | 72097                 | 12,34        | .0471                            |
| Fresnay-sur-Sarthe (Verwaltungssitz)00 | 72138                 | 02,10        | 1.891                            |
| Saint-Germain-sur-Sarthe               | 72284                 | 14,76        | .0527                            |

## Geografie
Die Gemeinde Fresnay-sur-Sarthe umfasst nur einen sehr dicht besiedelten Ortskern, wodurch eine hohe Bevölkerungsdichte zustande kommt.
Fresnay-sur-Sarthe liegt ca. 30 Kilometer nordwestlich von Le Mans und ca. 15 Kilometer südwestlich von Alençon. Die Gemeinde liegt, wie die französische Ortsbezeichnung bereits beinhaltet, an der Sarthe, einem Fluss, der 314 km lang ist und zum Flusssystem der Loire gehört. Sie ist eine mit dem Regionalen Naturpark Normandie-Maine assoziierte Zugangsgemeinde.

### Nachbargemeinden
Im Osten grenzt Fresnay-sur-Sarthe an die Gemeinde Saint-Ouen-de-Mimbré, im Süden an Saint-Aubin-de-Locquenay und im Norden und Westen an Assé-le-Boisne.

### Klima
|                       | Jan | Feb | Mär | Apr | Mai | Jun | Jul | Aug | Sep | Okt | Nov | Dez |   |      |
| Mittl. Tagesmax. (°C) | 8   | 8   | 12  | 14  | 19  | 22  | 24  | 25  | 21  | 17  | 10  | 8   | ⌀ | 15,7 |
| Mittl. Tagesmin. (°C) | 3   | 3   | 4   | 6   | 10  | 11  | 13  | 14  | 11  | 10  | 5   | 3   | ⌀ | 7,8  |
|                       |     |     |     |     |     |     |     |     |     |     |     |     |   |      |
| Niederschlag (mm)     | 82  | 51  | 101 | 74  | 100 | 34  | 92  | 51  | 90  | 100 | 90  | 125 | Σ | 990  |
|                       |     |     |     |     |     |     |     |     |     |     |     |     |   |      |
| Sonnenstunden (h/d)   | 2   | 2   | 3   | 4   | 5   | 7   | 7   | 7   | 4   | 3   | 3   | 2   | ⌀ | 4,1  |
|                       |     |     |     |     |     |     |     |     |     |     |     |     |   |      |
| Regentage (d)         | 22  | 19  | 20  | 23  | 15  | 14  | 11  | 13  | 19  | 18  | 23  | 25  | Σ | 222  |
|                       |     |     |     |     |     |     |     |     |     |     |     |     |   |      |
| Luftfeuchtigkeit (%)  | 90  | 87  | 83  | 82  | 78  | 75  | 74  | 74  | 81  | 86  | 89  | 89  | ⌀ | 82,3 |

| 3 |

| 3 |

| 4 |

| 6 |

| 10 |

| 11 |

| 13 |

| 14 |

| 11 |

| 10 |

| 5 |

| 3 |

| 3 |

| 3 |

| 4 |

| 6 |

| 10 |

| 11 |

| 13 |

| 14 |

| 11 |

| 10 |

| 5 |

| 3 |

| N i e d e r s c h l a g | 82  | 51  | 101 | 74  | 100 | 34  | 92  | 51  | 90  | 100 | 90  | 125 |
|                         | Jan | Feb | Mär | Apr | Mai | Jun | Jul | Aug | Sep | Okt | Nov | Dez |

## Geschichte

Wappen der Vizegrafen von Beaumont

Erstmalige urkundliche Erwähnung findet Fresnay-sur-Sarthe am 12. Oktober 997 als Standort der Burg Fresnay. Diese wurde im 9. oder 10. Jahrhundert errichtet und diente zur Abwehr normannischer Überfälle und zur Sicherung des Handelsverkehrs auf der Sarthe. Im 11. Jahrhundert bildete Fresnay das Zentrum einer eigenen Vizegrafschaft, Anfang des 12. Jahrhunderts fiel Fresnay an den Vizegrafen von Beaumont-sur-Sarthe und wurde in dessen Vizegrafschaft eingegliedert. Auch während des Hundertjährigen Krieges spielte die Burg eine wichtige strategische Rolle.

### Einwohnerentwicklung
Die Bevölkerungsentwicklung von Fresnay-sur-Sarthe zeigt einen deutlichen Anstieg in der ersten Hälfte des 19. Jahrhunderts. Seit diesem Zeitpunkt ist die Bevölkerungszahl langsam zurückgegangen. Der niedrigste Stand wurde 1931 erreicht. Nach einem deutlichen Anstieg der Einwohnerzahl in den 1960er und 1970er Jahren ist die Bevölkerungszahl in den letzten Jahren wieder zurückgegangen.
| Jahr      | 1962  | 1968  | 1975  | 1982  | 1990  | 1999  | 2007  | 2018  |
| --------- | ----- | ----- | ----- | ----- | ----- | ----- | ----- | ----- |
| Einwohner | 2.257 | 2.380 | 2.683 | 2.692 | 2.452 | 2.335 | 2.228 | 2.915 |

## Bevölkerung
Die Bevölkerungsstatistik von Fresnay zeigt, dass die Bevölkerung überaltert ist, 44,6 % der Bevölkerung sind älter als 60 und 53,9 % der über 15-Jährigen sind Rentner. Hoffnung gibt allerdings die Tatsache, dass der Anteil der unter 15-Jährigen von 2006 bis 2011 um 0,8 % zugenommen hat. Neben Rentnern sind die größten Gruppen unter den über 15-Jährigen Arbeiter (14,6 %), Angestellte (13,0 %) und Personen, die keiner Beschäftigung nachgehen (9,1 %).
| Männer | Alterstufe    | Frauen |
| ------ | ------------- | ------ |
| 15,1   | 0–14 Jahre    | 12,7   |
| 13,7   | 15–29 Jahre   | 10,6   |
| 13,9   | 30–44 Jahre   | 12,5   |
| 17,0   | 45–59 Jahre   | 16,4   |
| 22,0   | 60–74 Jahre   | 19,4   |
| 16,5   | 75–89 Jahre   | 23,4   |
| 1,7    | über 90 Jahre | 5,0    |

## Politik
Die Generalrätin für den Kanton Fresnay-sur-Sarthe, ist die Bürgermeisterin Fabienne Labrette-Ménager (UMP). In der Nationalversammlung wird Fresnay durch die Abgeordnete des ersten Wahlkreises des Départements Sarthe Françoise Dubois (PS) vertreten.

### Politische Tendenzen und Wahlergebnisse
Die Stadt Fresnay ist, wie auch ihre Umlandgemeinden, politisch konservativ geprägt, so haben die Listen und Kandidaten UMP (bzw. der Vorgängerpartei RPR), mit Ausnahme der Europawahl 2004, bei allen Wahlen seit 2000 die meisten Stimmen erhalten, auch wenn die Ergebnisse im gesamten Wahlkreis anders ausfielen. Die besonders guten Ergebnisse von Fabienne Labrette-Ménager sind allerdings möglicherweise auch darauf zurückzuführen, dass sie aus Fresnay stammt (siehe auch Bürgermeister von Fresnay-sur-Sarthe). Die Wahlbeteiligung in Fresnay liegt bei Präsidentschaftswahlen mit über 75 % besonders hoch, bei der Kantonalwahl 2008 konnte eine Wahlbeteiligung von über 68 % erzielt werden, die nationalen und regionalen Wahlen haben sonst eine Wahlbeteiligung von 50 % bis knapp über 60 %, bei den Europawahlen lag die Wahlbeteiligung bisher jedoch deutlich unter 50 %, obwohl die Ergebnisse der Referenden zeigen, dass Fresnay etwas europafreundlicher ist, als der nationale Durchschnitt. Die Volksabstimmung über die Verkürzung der Amtszeit des Präsidenten von sieben auf fünf Jahre hat mit einer Wahlbeteiligung von unter 30 % herausragend wenig Bürger Fresnays interessiert.

### Gemeinderat
Der Gemeinderat von Fresnay-sur-Sarthe setzt sich aus 19 Mitgliedern zusammen, davon sind bei der letzten Kommunalwahl am 23. März 2014 16 Sitze auf die Liste der Generalrätin für den Kanton Fresnay-sur-Sarthe und ehemaligen Abgeordneten in der Nationalversammlung Fabienne Labrette-Ménager und drei Sitze auf die Liste von Georges Deltombe entfallen.

### Wappen
| Wappen der Gemeinde Fresnay-sur-Sarthe | Blasonierung: „Vorn in Gold eine ausgerissene grüne Esche, hinten in Blau besamt von goldenen Lillienblumen ein steigender goldener Löwe.“ |
| Wappen der Gemeinde Fresnay-sur-Sarthe | Angenommen am 7. April 1961 vom Gemeinderat von Fresnay.                                                                                   |

### Städtepartnerschaften

Dieses Schild steht im Zentrum von Fresnay-sur-Sarthe

Fresnay-sur-Sarthe unterhält mit folgenden Städten eine Städtepartnerschaft.
- Bassum (Landkreis Diepholz, Niedersachsen) seit 1972
- Spilsby (Lincolnshire, England) seit 1988

## Kultur und Sehenswürdigkeiten

### Museen
- Musée des Coiffes

### Bauwerke

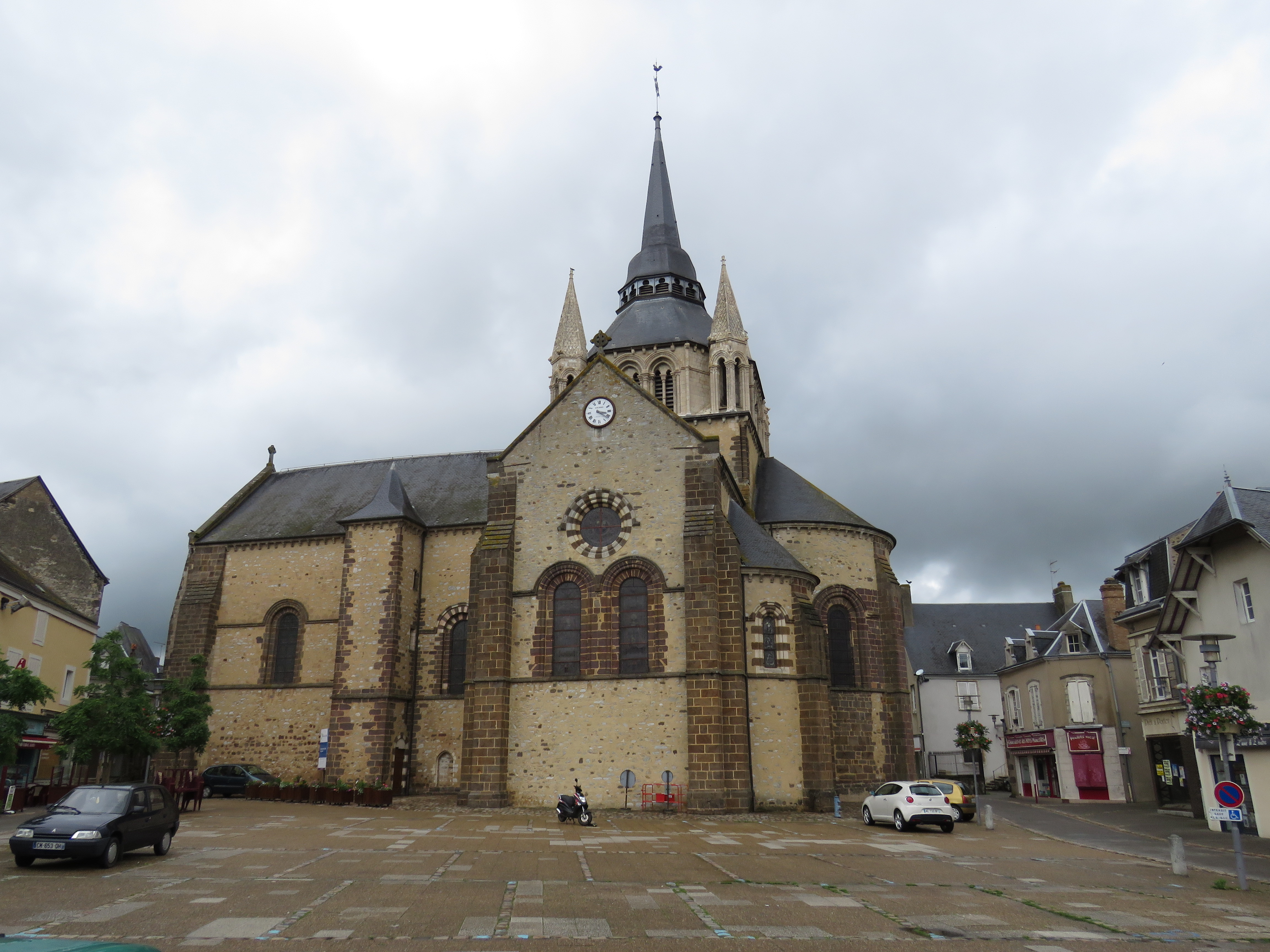
Kirche Notre-Dame, seit 1912 Monument historique.
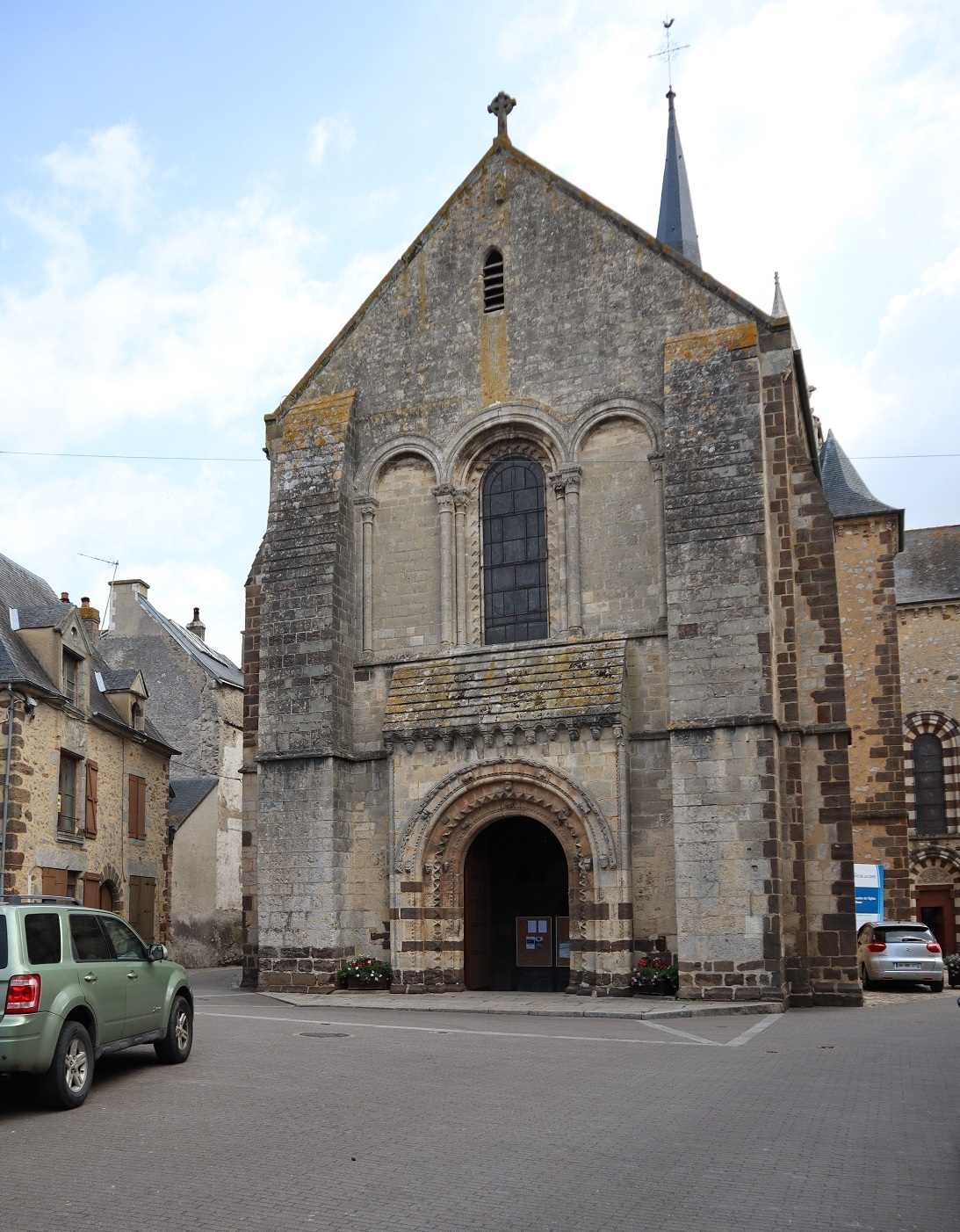
Fassade
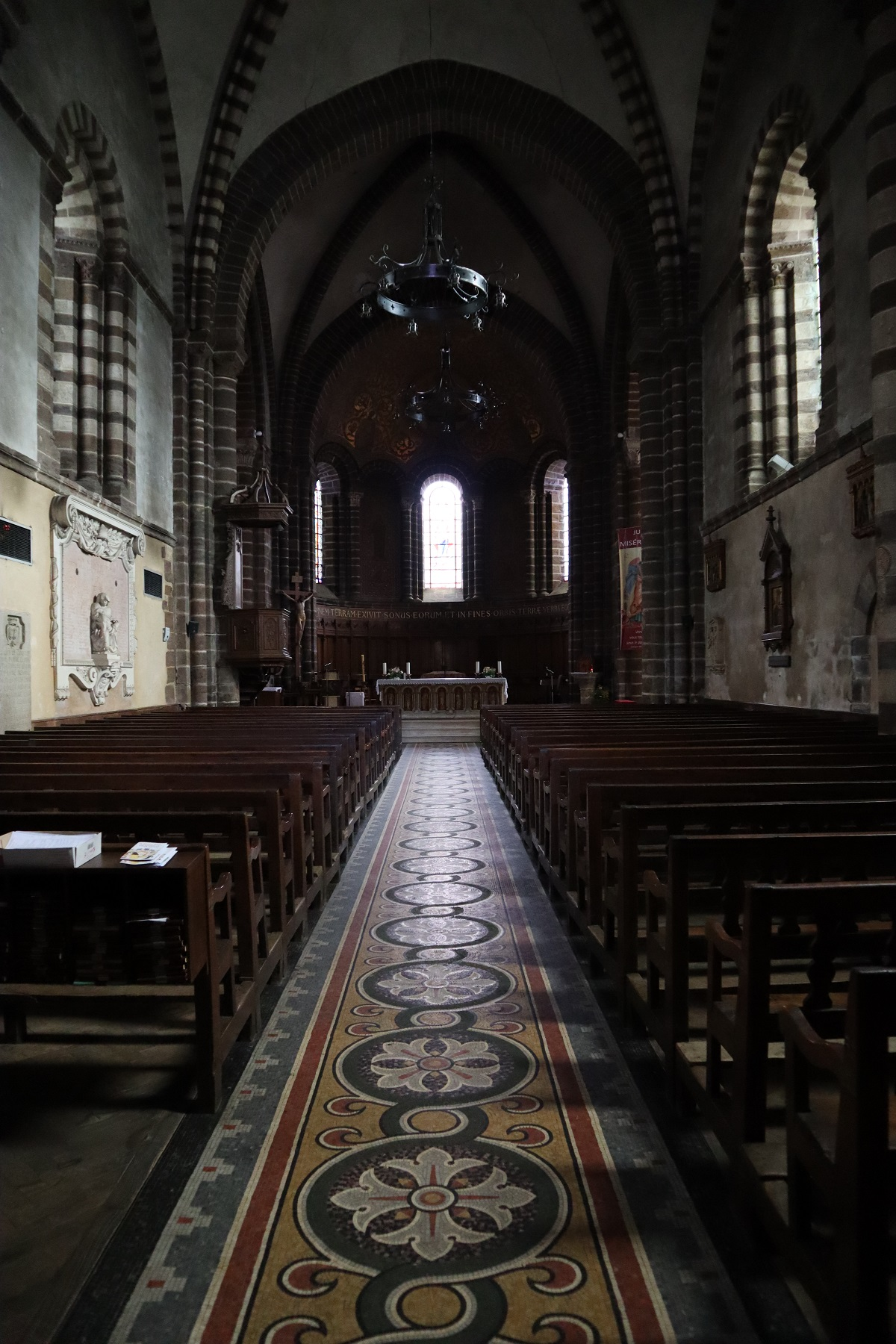
Blick zum Chor
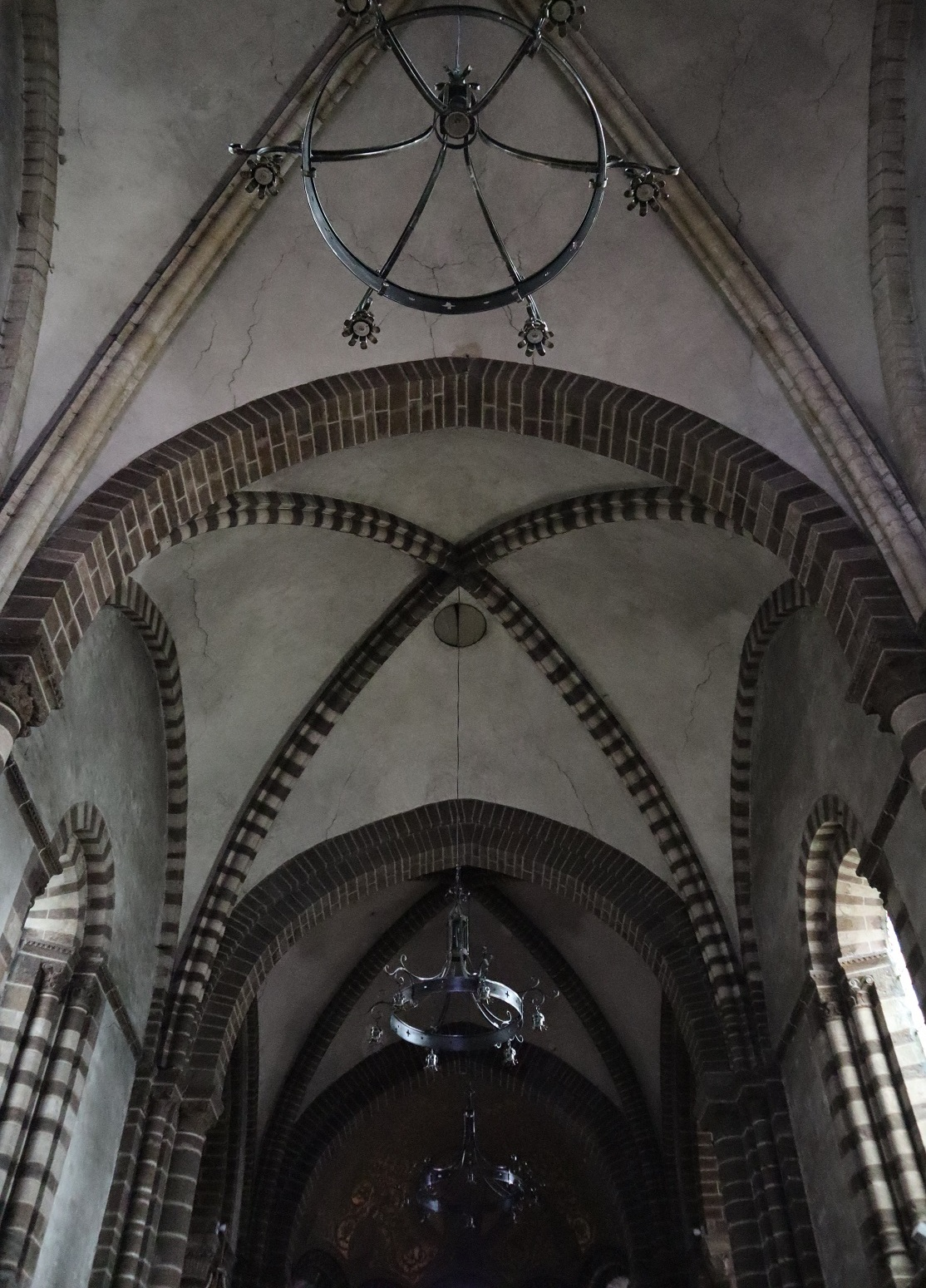
Gewölbe
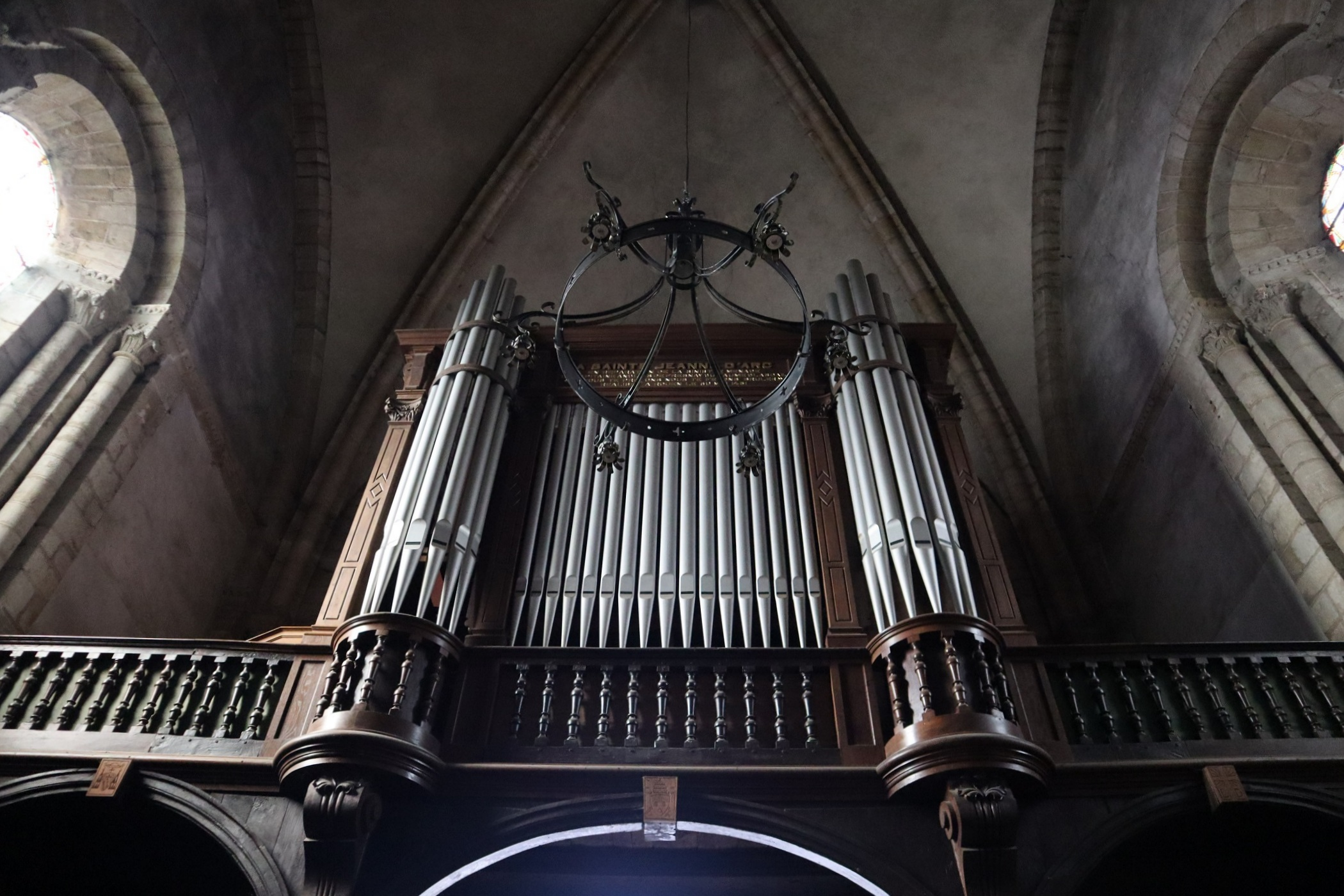
Orgel
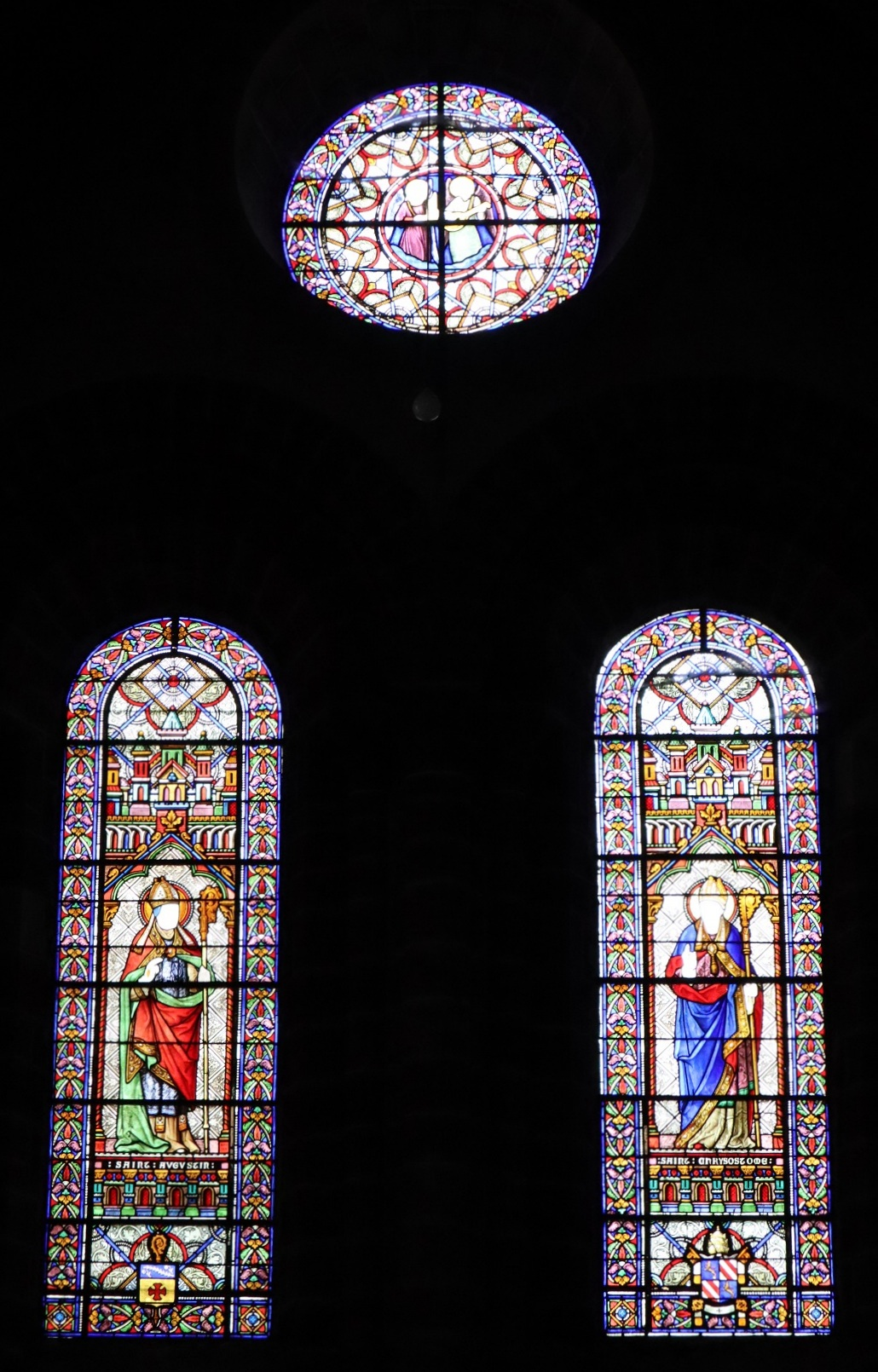
Buntglasfenster
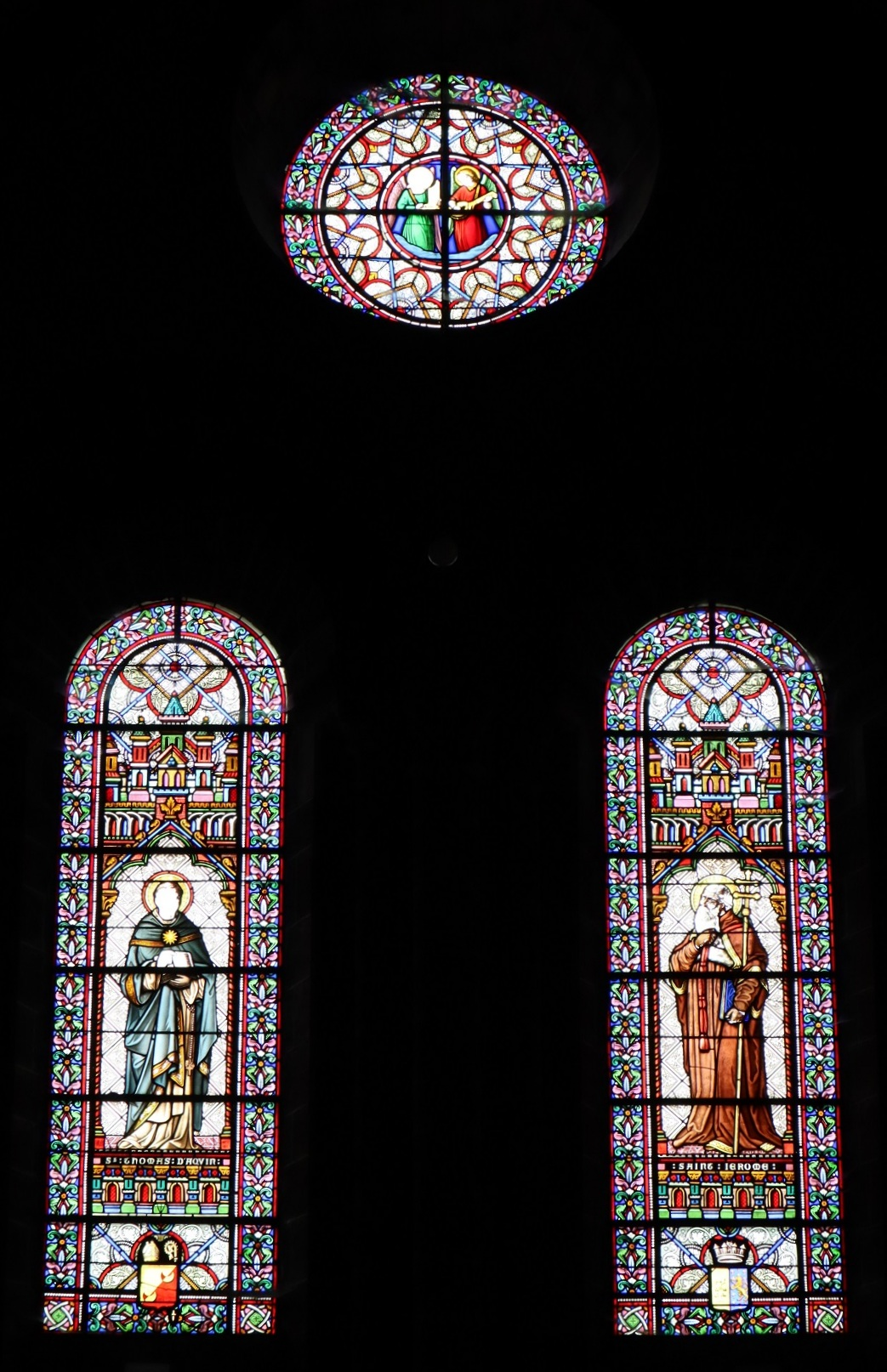
Buntglasfenster
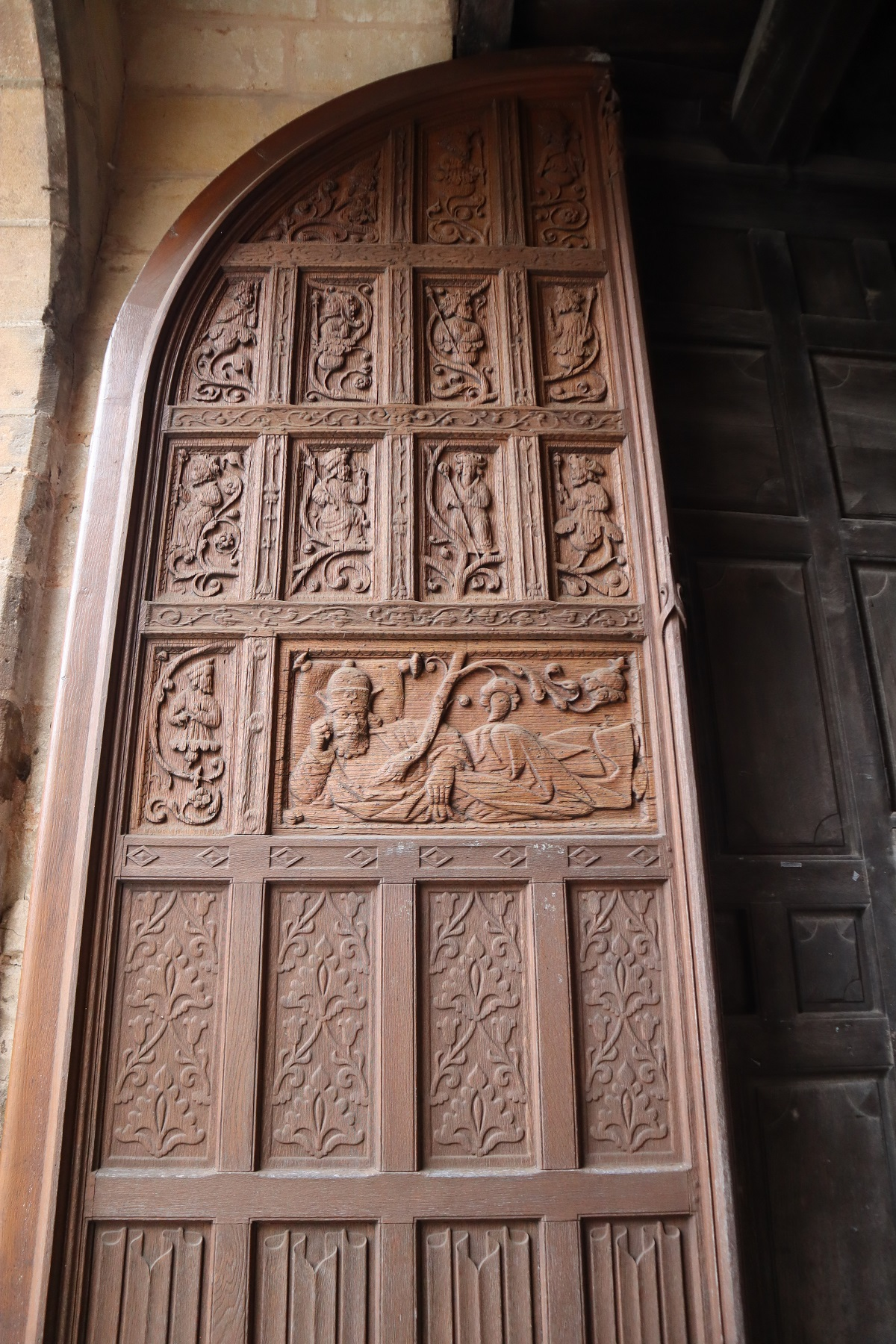
Kunstvolle Portale
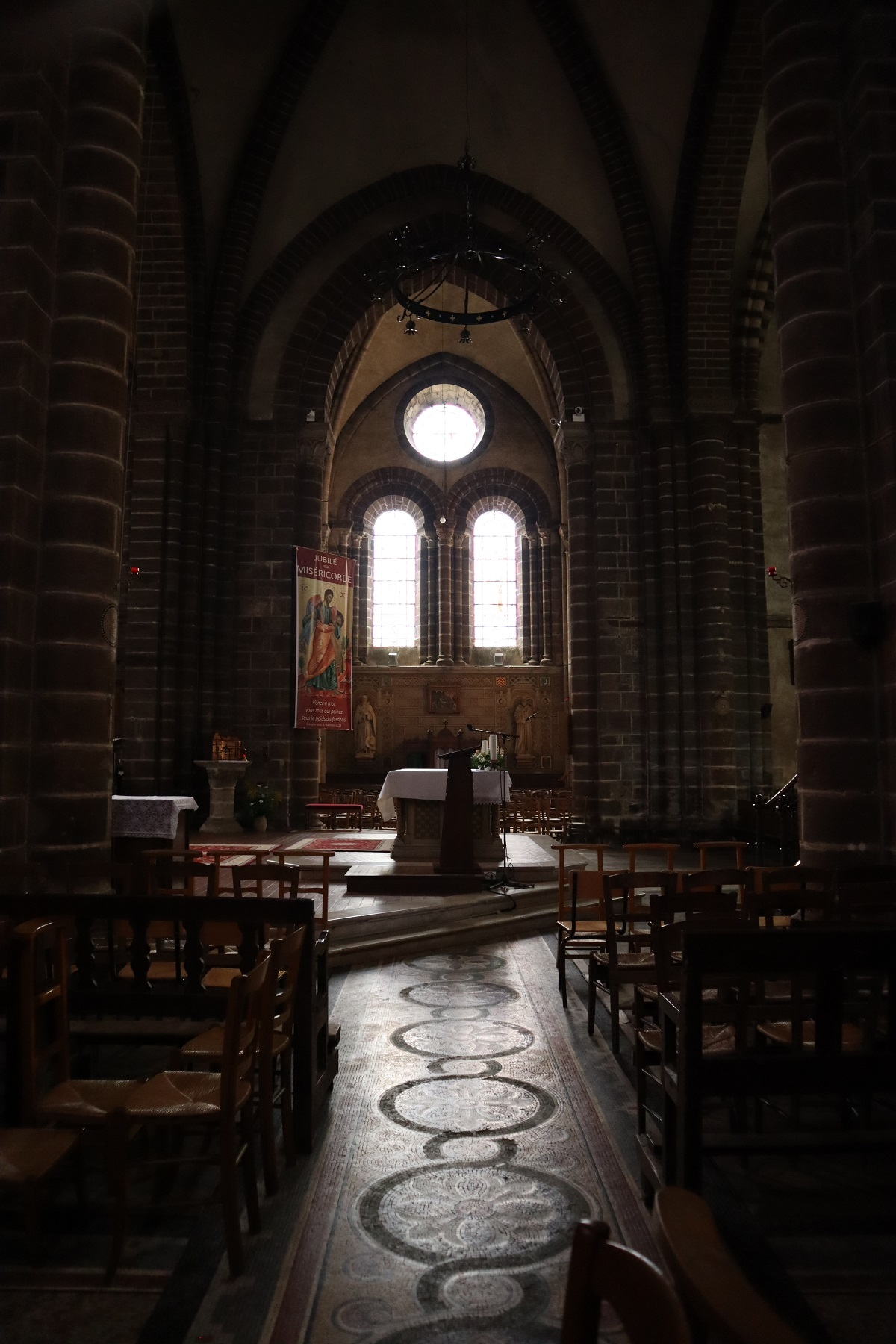
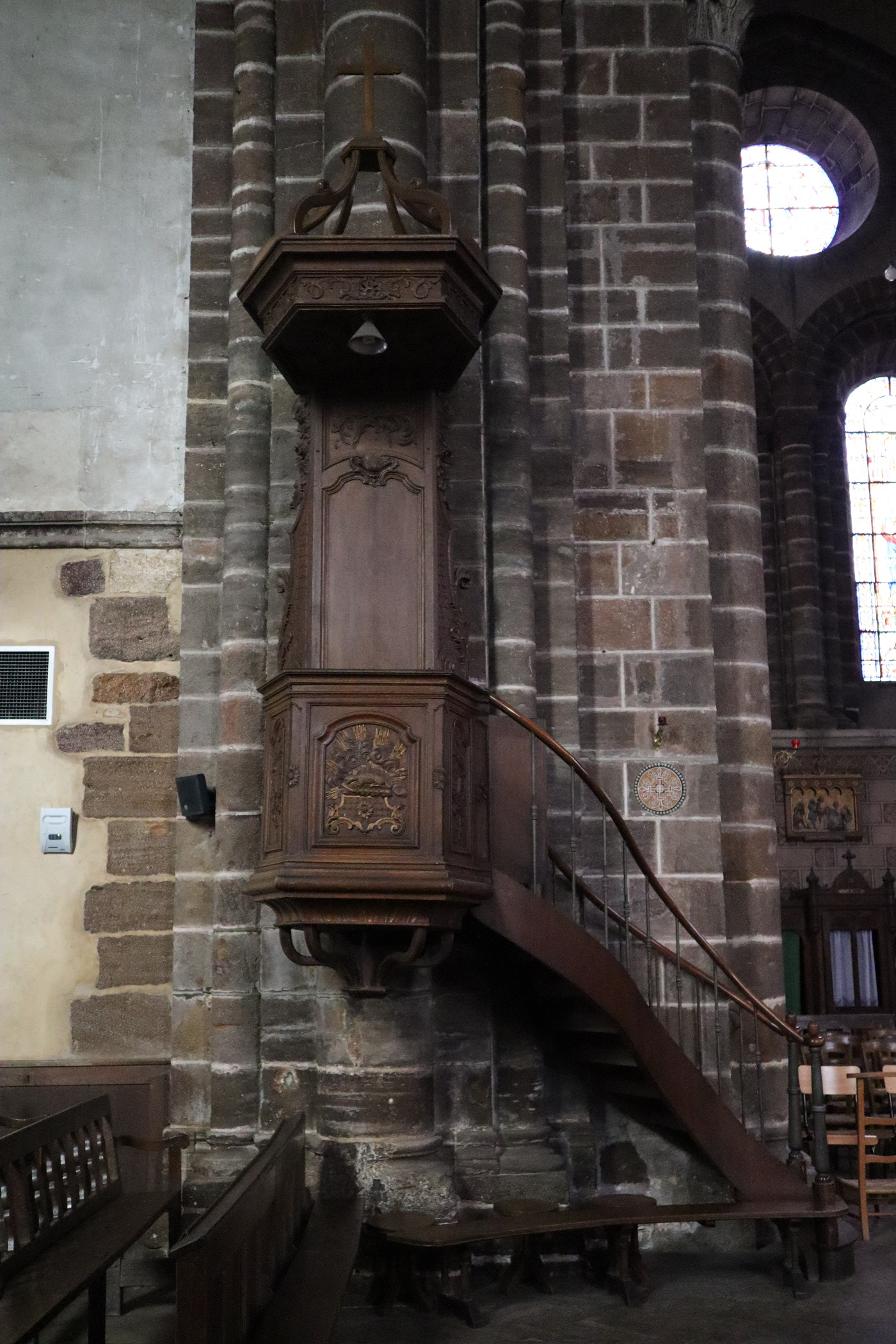
Kanzel
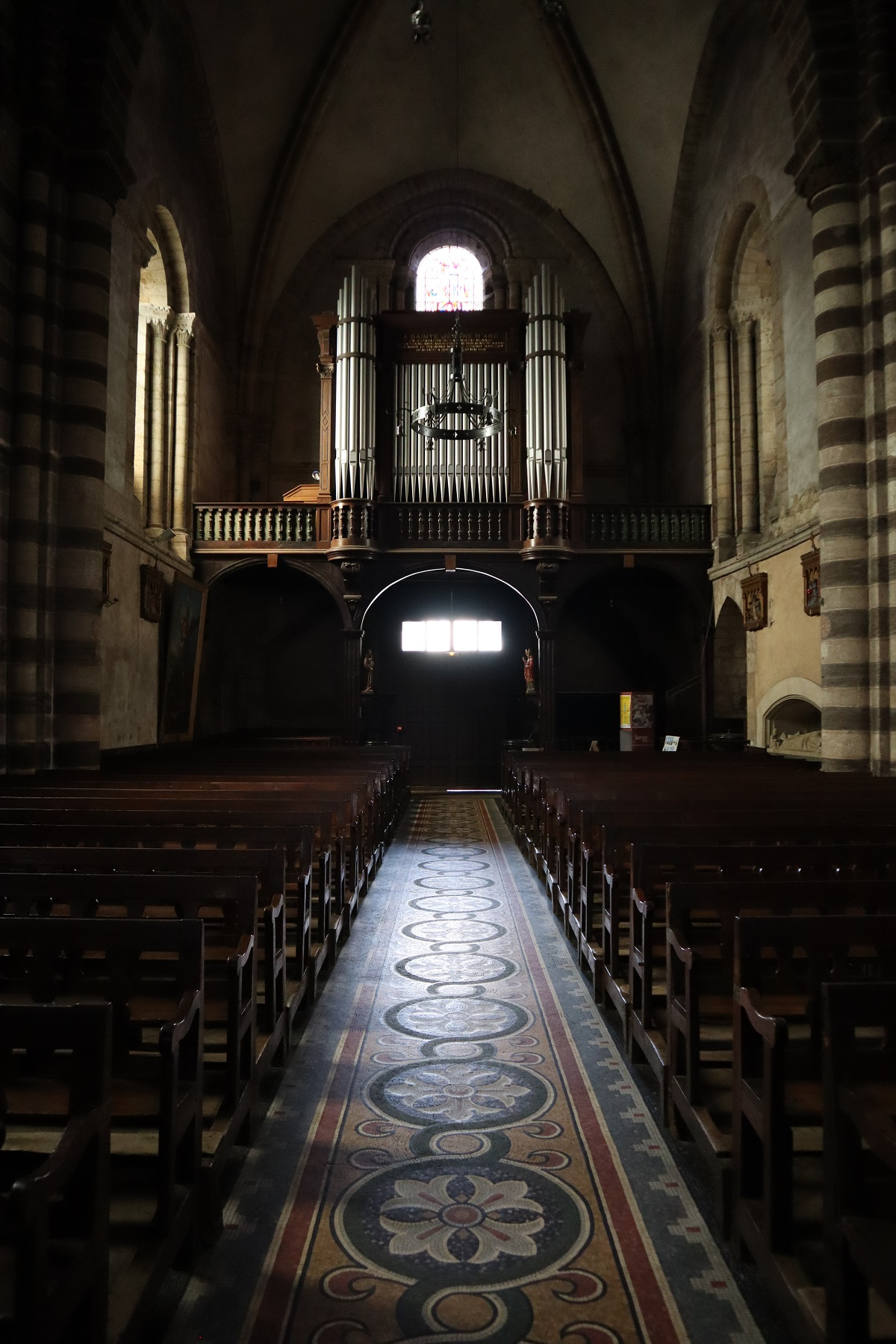
Blick zur Orgel

- Burg Fresnay (Tor und Ruine des Burgfrieds), seit 1926 Monument historique.
- La Cave du Lion, seit 2002 Monument historique.    - Kirche Notre-Dame
  - Fassade
  - Blick zum Chor
  - Gewölbe
  - Orgel
  - Buntglasfenster
  - Buntglasfenster
  - Kunstvolle Portale
  - Kanzel
  - Blick zur Orgel

### Sport
In Fresnay-sur-Sarthe gibt es folgende Sportanlagen:
- Sporthalle
- Kampfkunsthalle (Salle d'arts martiaux)
- Pétanque-Feld
- Sportplatz (Stade des Rochers)
- Tennisplatz (court n°1)
- Boule-Feld
- Freibad

In Fresnay gibt es viele Sportvereine, die die jeweiligen Anlagen nutzen. Der größte Verein ist Union Fresnoise mit verschiedenen Sparten (z. B. Fußball und Boule).

## Wirtschaft und Infrastruktur

### Bildung
- Öffentliche Schulen
  - École maternelle, Rue Jane Gaulupeau
  - École élémentaire, Rue Saint Sauveur
  - Collège Léo Delibes, Rue Jane Gaulupeau
- Private Schulen
  - Katholische Schule Notre-Dame Saint-Joseph, Avenue Victor Hugo

### Verkehr
Fresnay-sur-Sarthe liegt 6 km westlich der Hauptstraße E 402 (= N 138) von Le Mans nach Alençon und 17 km nordöstlich der Hauptstraße 304 von Le Mans nach Mayenne. Die Autobahn A 81 von Le Mans nach Laval verläuft 24 km südlich.

## Persönlichkeiten

### Ehrenbürger
- 1993: Dieter Delecat. Lehrer an der Realschule in der Partnerstadt Bassum. Verleihung anlässlich seiner Pensionierung, nachdem er fast 40 Jahre lang den Austausch mit dem Collège Léo Delibes in Fresnay-sur-Sarthe organisiert hat.[7]

### Söhne und Töchter der Stadt
- Georges Durand (1864–1941), Journalist und Motorsportfunktionär
- Maurice Brianchon (1899–1979), Maler